# Васил Налбуров
Васил Костов Налбуров е български актьор, режисьор и театрален деец.

## Биография
Роден е в Ески Заара през декември 1863 г. Гимназиалното си образование получава в Николаев. След като се завръща в България е учител в Казанлък, където заедно с д-р Кръстьо Кръстев организират любителски театрални представления. През 1890 г. започва работа като актьор в Драматическото отделение на Столичната драматическо-оперна трупа. От 1892 до 1893 г. е пръв директор на театър „Сълза и смях“. Почива на 22 май 1893 г. в София.

## Роли
Васил Налбуров играе множество роли, по-значимите са:
- Подкальоскин – „Женитба“ на Николай Гогол
- Исак – „Иванко“ на Васил Друмев
- Вурм – „Коварство и любов“ на Фридрих Шилер
- Густав Адолф – „Галилей“ на Г. Монтекини[1]

## Постановки
Освен като актьор, Налбуров се изявява и като режисьор, по-известни постановки, които поставя на сцена са:
- „Ревизор“ от Николай Гогол
- „Женитба“ от Николай Гогол
- „Емилия Галоти“ от Готхолд Ефраим Лесинг[1]